# 本位文化派
本位文化派是1930年代中华民国本位文化与全盘西化论战中支持文化保守主义的派别，与主张全盘西化论的全盘西化派相对。

## 简介
20世纪30年代，中华民国知识界发生了一场大规模的本位文化与全盘西化论战。这场论战的开端是1934年8月《中国本位的文化建设宣言》的发表，《中国本位的文化建设宣言》也成为本位文化派的宣言。
代表人物有《中国本位的文化建设宣言》的作者王新命、何炳松、武堉干、孙寒冰、黄文山、陶希圣、章益、陈高佣、萨孟武、樊仲云等十位教授。《中国本位的文化建设宣言》提出五点认识：
1. 现代中国有其地域特殊性和时代性，这就是中国本位的基础。
2. 不应徒然赞美或徒然诅咒古代的中国制度思想，必须把过去的一切，加以检讨，存其所当存，去其所当去。
3. 吸收欧、美的文化是必要而且应该的，但不应以全盘承受的态度，而当根据现代中国的需要。
4. 中国本位的文化建设的创造目的是使在文化领域中因失去特征而没落的中国和中国人，与别国和别国人并驾齐驱，贡献于世界。
5. 先建设好中国，才能促进世界大同。

总结起来就是“不守旧；不盲从；根据中国本位，采取批评态度，应用科学方法来检讨过去，把握现在，创造未来。”

## 后续
后期，全盘西化派认识到“现代化不等于西化”，开始从主张“现代化”。本位文化派则表示自己并不主张复古守旧，进而认同“现代化”。为调和本位文化派和全盘西化派的观点，胡适提出“充分世界化”取代“全盘西化”。